# Ski d'or
Créée par l’École du ski français (ESF) pour les plus de 13 ans, titulaires au minimum du Chamois d’argent ou de la Flèche d'argent, le ski d'or est une compétition qui permet aux élèves les plus représentatifs des ESF de se mesurer à l’échelle nationale. Elle est organisée pour les catégories Minimes, Cadet(te)s, Juniors, et Seniors.
Cette confrontation se déroule sur deux jours :
- Le premier jour: épreuve de qualification sous forme d'un slalom spécial en deux manches (type chamois).
- Le deuxième jour: épreuve finale consistant en un slalom parallèle pour les qualifiés. Pour les non qualifiés, une coupe des partenaires (slalom géant) est organisée.